# نور (شهرستان تویمازینسکی، باشقیرستان)
نور (انگلیسی: Nur, Tuymazinsky District, Republic of Bashkortostan) یک شهرک در شهرستان تویمازینسکی استان باشقیرستان کشور روسیه است.